# Kampveld
Het Kampveld is een 294 hectare groot bos- en natuurgebied in Oostkamp in de Belgische provincie West-Vlaanderen. Het gebied in 'Landschapspark Bulskampveld' wordt beheerd door het Agentschap voor Natuur en Bos. Het Kampveld bestaat uit vier bosdelen: bosreservaat Rooiveld (30 hectare rond de Rivierbeek), Kampveld, Papenvijvers en Nieuwenhovebos (dat aansluit op het kasteel van Erkegem). Rooiveld en Kampveld waren vroeger woeste heidegronden - in de volksmond ‘velt’. Aan de Papenvijvers bevonden zich vroeger in een moerassig deelgebied viskweekvijvers. De Rivierbeek die doorheen het Kampveld stroomt is de allerlaatste kronkelende beek in het Brugse. Het Kampveld is Europees beschermd als onderdeel van Natura 2000-habitatrichtlijngebied 'Bossen, heiden en valleigebieden van Zandig Vlaanderen: westelijk deel'. In 2021 werd het Kampveld met 6 hectare uitgebreid.

## Fauna en flora
Zo’n 100 hectare van het Kampveld bestaat uit gemengd bos van verschillende leeftijden. Er werd op de arme grond vroeger grove den, zwarte den en fijnspar aangeplant. Er groeit ook van nature voorkomende wilde lijsterbes, spork, berk, wilg, zomereik, beuk en ratelpopulier. Ongeveer 85 hectare werden de laatste jaren aangeplant of zijn spontaan aan het verbossen. In het gebied groeit pilzegge, fraai hersthooi, muizenoortje, struikheide en speciale grassen zoals het pijpenstrootje. In de voedselrijkere beekvallei groeien verschillende kruiden en voorjaarsbloeiers zoals bosanemoon, muskuskruid en dotterbloem. In de bossen van Kampveld komen eekhoorn, wezel, hermelijn, ree, vleermuizen, kuifmees, buizerd, sperwer, wespendief, specht, boomklever, boomkruiper, ransuil en bosuil voor.

## Afbeeldingen

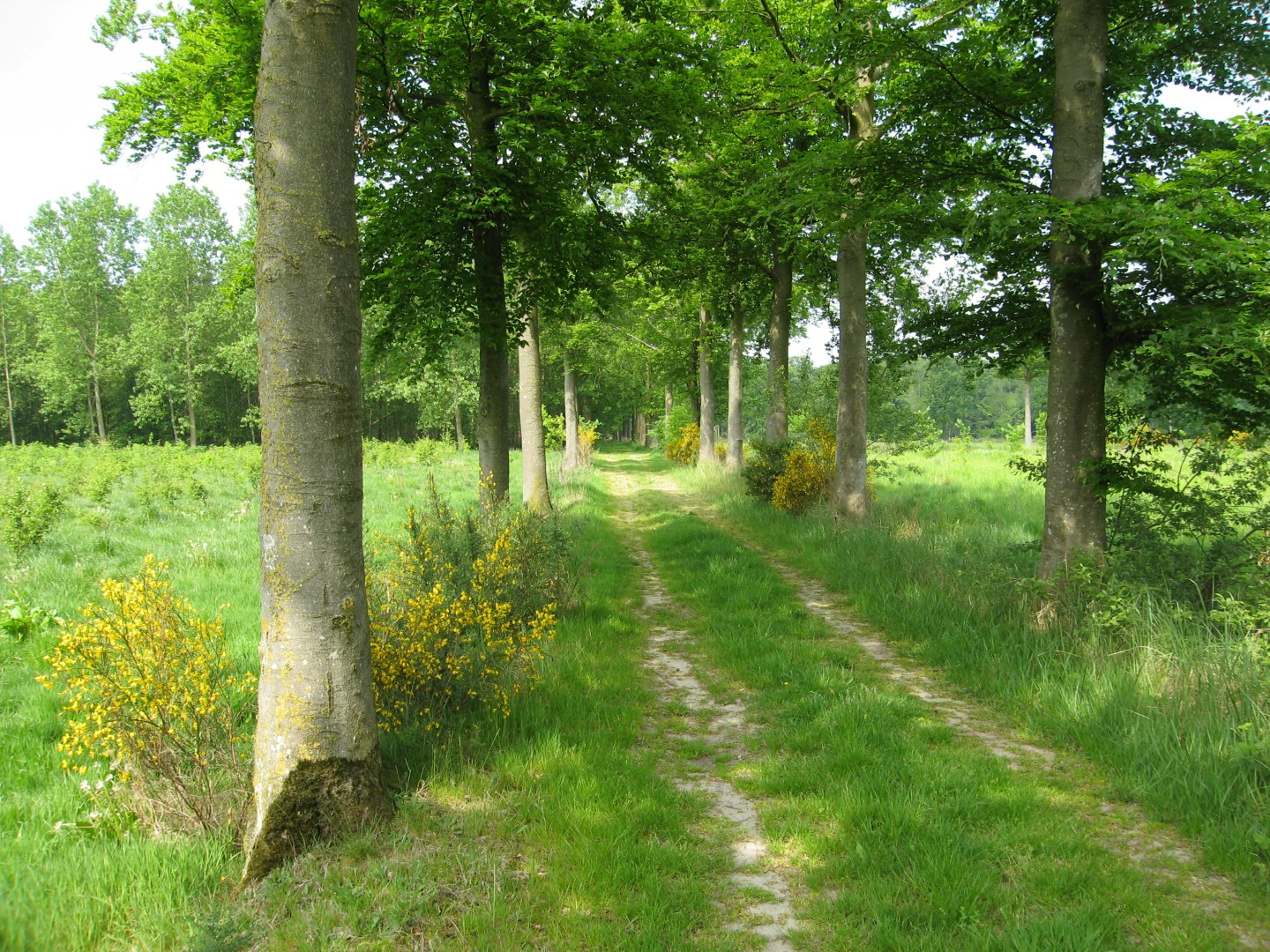
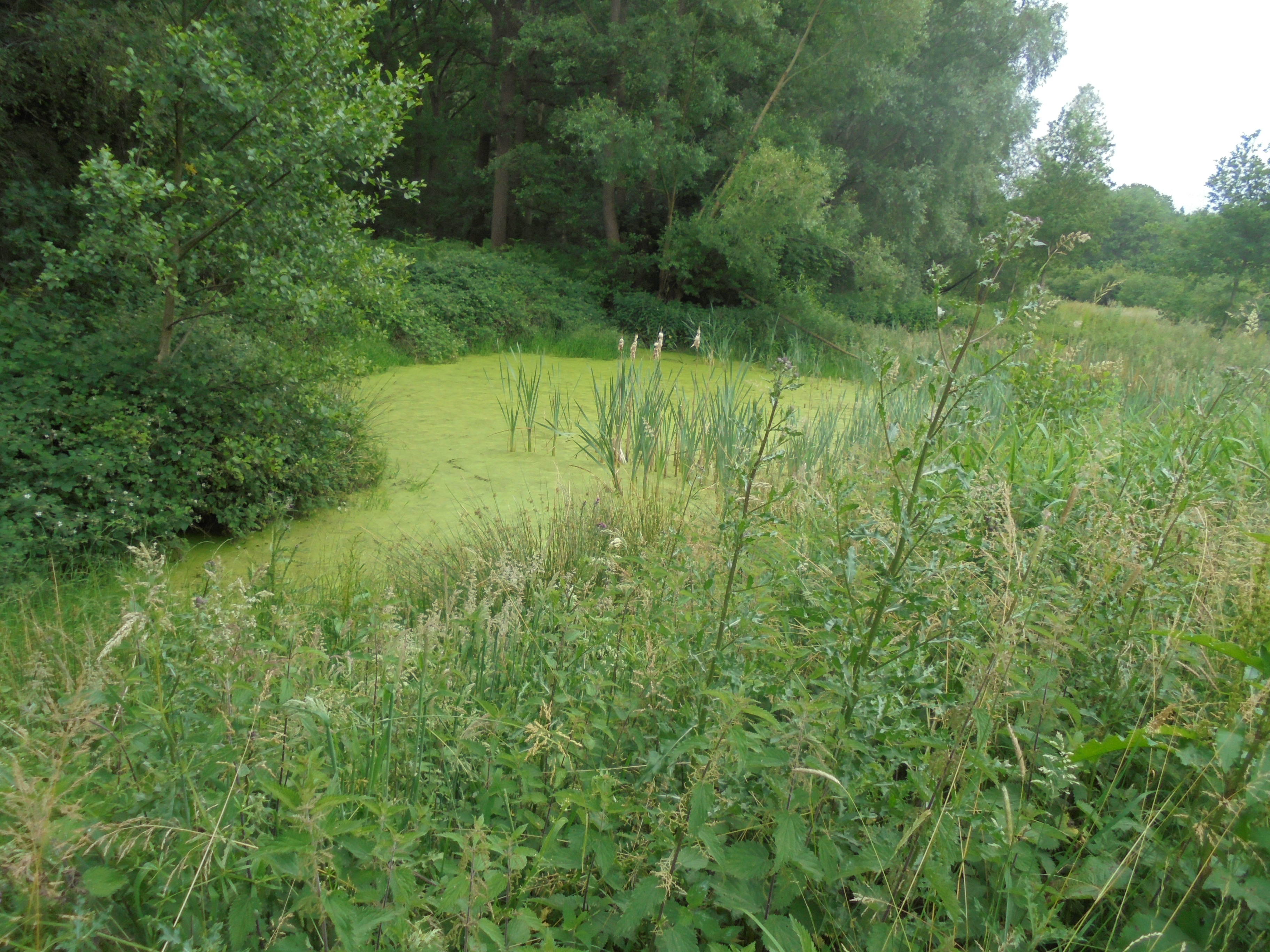
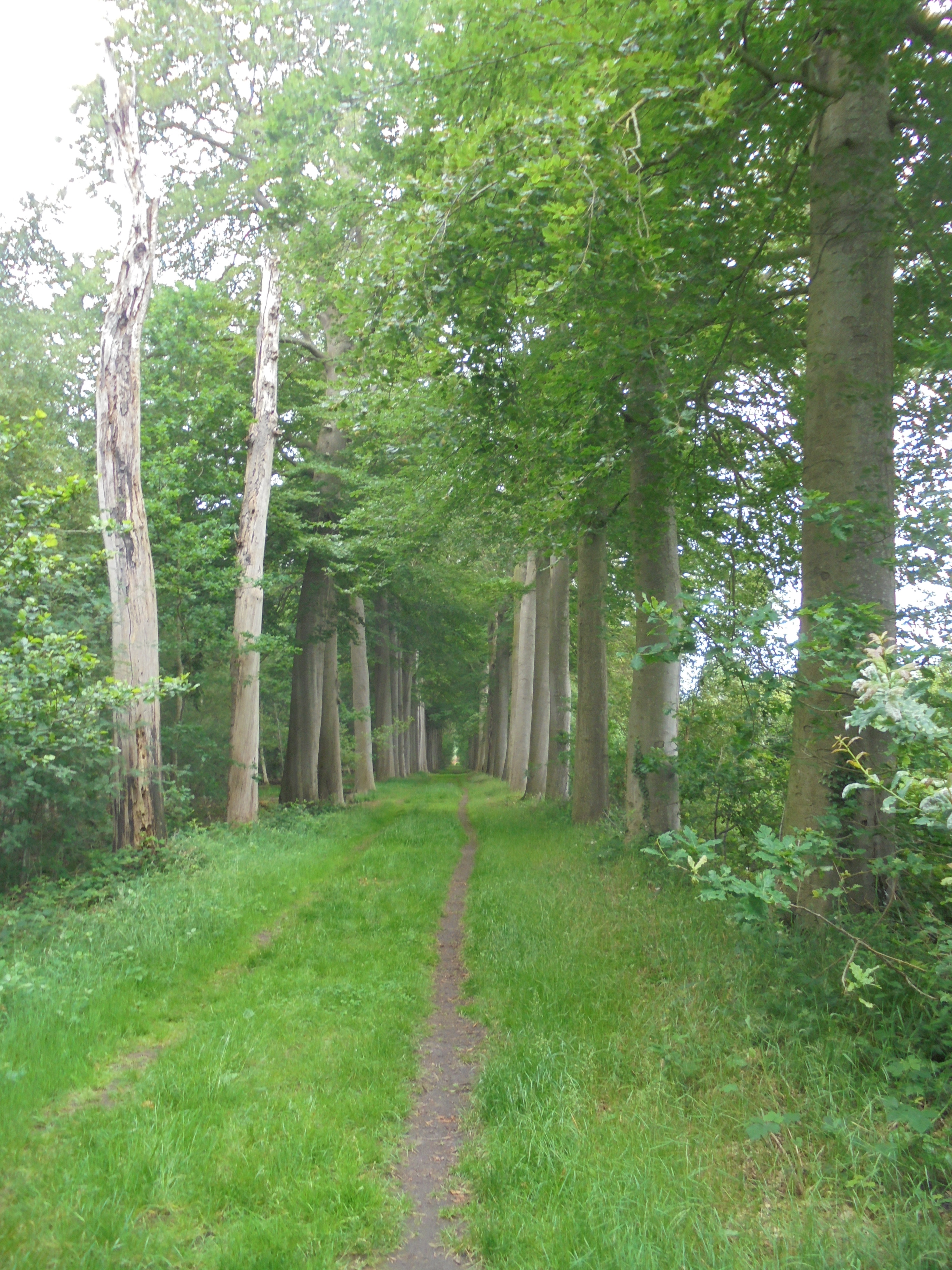
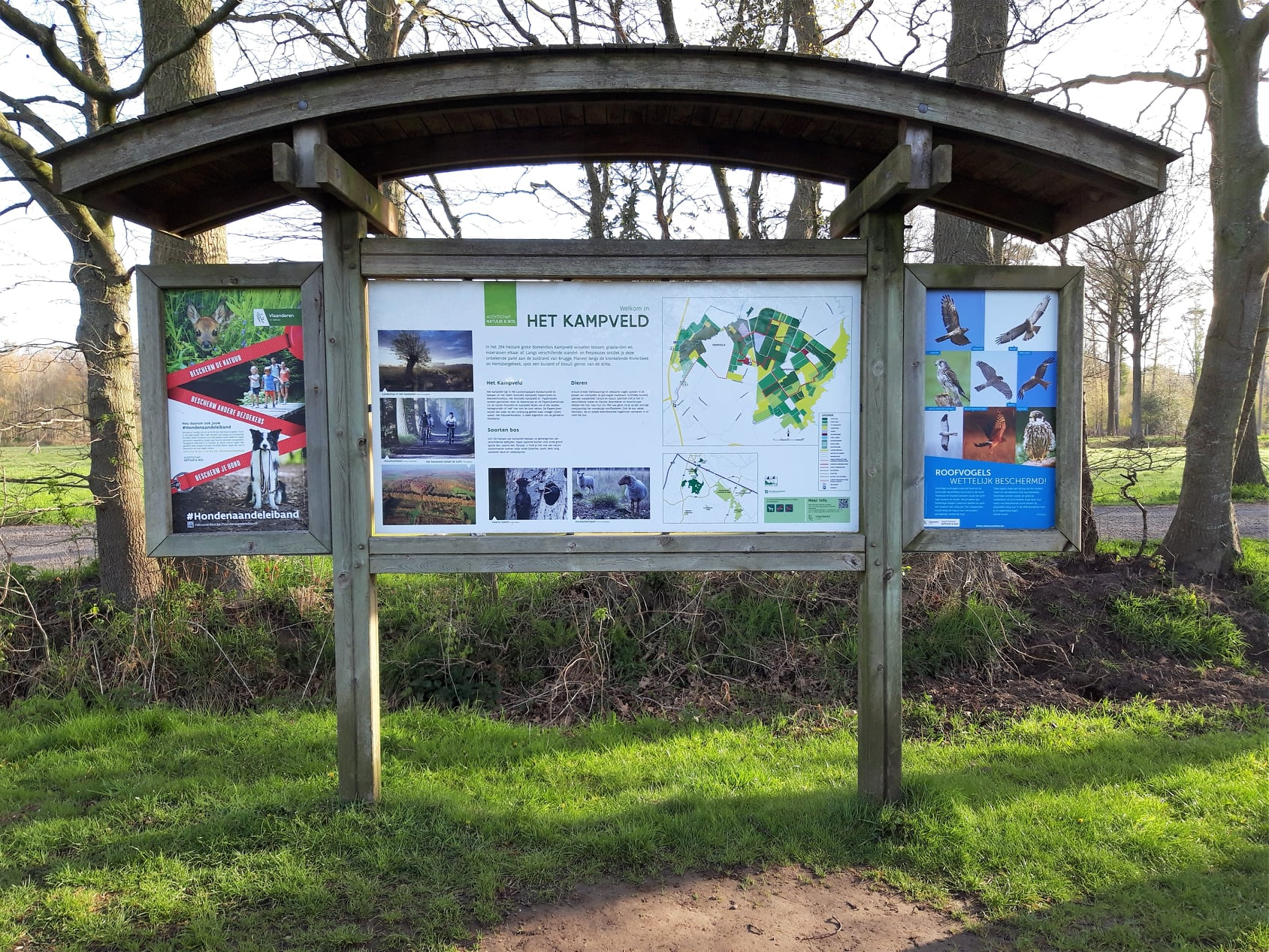